# Vrh pri Hinjah
Vrh pri Hinjah – wieś w Słowenii, w gminie Žužemberk. W 2018 roku liczyła 49 mieszkańców.